# Ghost Town (chanson de The Specials)
Pour les articles homonymes, voir Ghost Town.
Do Nothing The Boiler
Ghost Town est une chanson du groupe britannique The Specials, sortie le 12 juin 1981. La chanson a été classée durant trois semaines numéro 1 et a passé au total 10 semaines dans le top 40 du UK Singles Chart. Elle aborde les thèmes du déclin urbain, de la désindustrialisation, du chômage et de la violence dans les centres-villes. La chanson a connu un succès alors que des émeutes se déroulaient dans certaines villes britanniques. Les tensions internes au sein du groupe ont également atteint leur paroxysme lors de l'enregistrement du single, ce qui fait que la chanson est le dernier simple enregistré par les sept membres originaux du groupe avant leur séparation. Cependant, la chanson a été saluée par la presse musicale britannique contemporaine comme un morceau majeur de commentaire social populaire,, et les trois grands magazines de musique britanniques de l'époque ont décerné à "Ghost Town" l'accolade de "Single de l'année " 1981,,.

## Contexte
En voyageant à travers le pays, à l'occasion de la tournée de l'album More Specials  durant l'automne 1980, le groupe a été témoin de scènes qui résumaient l'humeur dépressive d'un pays en crise. En 2002, Jerry Dammers a déclaré au Guardian : « Ce qui se passait était terrible. À Liverpool, tous les magasins étaient fermés, tout fermait....Nous avons pu le voir en faisant la tournée. On pouvait voir cette frustration et cette colère dans le public. À Glasgow, il y avait ces petites vieilles dames dans les rues vendant tous leurs articles ménagers, leurs tasses et soucoupes. C'était incroyable. Il était clair que quelque chose n'allait vraiment pas." 
Jo-Ann Greene d' Allmusic note que les paroles «ne font qu'effleurer les causes de cette vision apocalyptique - les clubs fermés, les nombreuses bagarre sur la piste de danse, le chômage en spirale, la colère montant à des niveaux explosifs. Mais ils étaient tellement ancrés dans la psyché britannique que Dammers n'avait besoin que d'un minimum de mots pour peindre son tableau " 

## Enregistrement
En mars 1981, Jerry Dammers a entendu la chanson reggae "At the Club" de l'acteur et chanteur Victor Romero Evans jouée sur Roundtable, l'émission de critique des singles sur BBC Radio 1 . Fasciné par le son du disque, Dammers a téléphoné au co-auteur et producteur de la chanson John Collins quelques jours plus tard, bien que, le premier appel téléphonique de Dammers ayant eu lieu au milieu de la nuit, Collins a d'abord pris cela pour une blague,. À la suite d'autres conversations avec Dammers, Collins a voyagé de son domicile à Londres pour rencontrer les Specials dans leur studio de répétition et a accepté de produire leur nouveau single.
Après avoir été submergé par la multitude de choix disponibles dans le studio 24 pistes utilisé lors de l'enregistrement de More Specials, Dammers avait décidé qu'il souhaitait retourner à une configuration plus basique. Le groupe a choisi le petit studio 8 pistes dans la maison appartenant à John Rivers à Woodbine Street à Royal Leamington Spa . Le studio, qui se composait d'un espace d'enregistrement dans la cave et d'une salle de contrôle dans le salon, était trop petit pour accueillir tous les membres du groupe, donc plutôt que leur méthode d'enregistrement normale de jouer tous ensemble, Collins a enregistré chaque membre du groupe. jouer un à la fois et construit les chansons piste par piste.
Les trois chansons du single ont été enregistrées pendant dix jours en avril 1981 en deux sessions distinctes à Woodbine Street: sept jours du 3 au 9 avril, puis trois autres jours du 15 au 17 avril. Les tensions étaient vives pendant l'enregistrement du single, avec peu de communication entre les membres du groupe. Panter se souvint: «Tout le monde était debout dans différentes parties de cette immense salle avec son équipement, personne ne parlait. Jerry est sorti en trombe plusieurs fois pratiquement en larmes et je l'ai poursuivi: «Calme-toi, calme-toi». C'était un enfer." Dammers a dit: «Les gens ne coopéraient pas. «Ghost Town» n'était pas une jam session. Chaque constituant avait été élaboré et composé, toutes les différentes parties, j'avais travaillé dessus pendant au moins un an, essayant tous les accords imaginables... Je me souviens être sorti d'une répétition dans un désespoir total parce que Neville ne voulait pas essayer les idées. Vous savez que le son des cuivres est un peu jazzy, il a un accord dissonant? Je me souviens que Lynval s'est précipité dans la salle de contrôle pendant qu'ils le faisaient en disant: «Non, non, non, ça sonne mal! Faux! Faux! »»
Comme il n'avait pas été décidé où exactement les chœurs seraient utilisés, Terry Hall, Staple, Golding et Dammers ont chanté une piste de soutien complète tout au long de la chanson, que Collins a utilisée à son avantage comme lyrique "cette ville arrive comme un fantôme ville "était devenue comme un" chant hypnotique "à la fin de la chanson,.
Collins a ramené un enregistrement des morceaux séparés chez lui à Tottenham, dans le nord de Londres, où il a passé trois semaines à mixer la chanson. Pendant cette période, Hall, Staple, Golding et Dammers sont tous venus à la maison à plusieurs reprises pour ajouter d'autres voix. Comme la chanson n'avait pas de début ou de fin lors de l'enregistrement à Woodbine Street, Collins a recréé l'idée de fondre sur un effet sonore, qu'il avait utilisé précédemment sur "Lift Off", la face B de "At the Club". Pour obtenir l'effet qu'il voulait, Collins a utilisé un synthétiseur Transcendent 2000 construit en kit pour créer un son "fantôme", qu'il utilisait pour fondre en entrée et en sortie au début et à la fin de la piste,.

## Vidéo
La vidéo, réalisée par Barney Bubbles, se compose du bassiste Panter conduisant le groupe autour de Londres dans une Vauxhall Cresta de 1961, entrecoupée de vues sur les rues et les bâtiments filmées depuis le véhicule en mouvement, et se termine par une photo du groupe debout sur les rives de la Tamise à marée basse. Les emplacements de la vidéo incluent la conduite à travers le tunnel de Rotherhithe et autour des zones semi-abandonnées de l' East End avant de se retrouver dans le quartier financier de la City de Londres aux premières heures du jour dimanche matin, où les rues étaient désertes car c'était le weekend (on reconnaît Princes St puis Throgmorton St). Les plans du groupe dans la voiture ont été réalisés en attachant une caméra sur le capot à l' aide d'une ventouse en caoutchouc: Panter a rappelé qu'à un moment donné, la caméra est tombée (brièvement vue dans la vidéo finale à 1:18) et a rayé la peinture de la voiture, au grand dam du propriétaire de la voiture. La voiture d'origine Ghost Town peut être vue au Musée de la musique de Coventry.

## Impact
Les magazines ont identifié cette chanson comme un "éditorial musical instantané" sur les événements de l'époque (les émeutes de 1981 en Angleterre ),. Bien que les critiques initiales du single dans la presse musicale britannique aient été tièdes, à la fin de l'année, la chanson avait convaincu les critiques d'être nommée "Simple de l'année" dans Melody Maker, NME and Sounds, les trois meilleures hebdomadaires de musiques de l'époque au Royaume-Uni,,. La critique d'AllMusic du single original a fait valoir que la chanson était le «couronnement» du groupe.
L'été 1981 a vu des émeutes dans plus de 35 localités du Royaume-Uni. En réponse au lien entre la chanson et ces événements, le chanteur Terry Hall a déclaré: «Lorsque nous avons enregistré 'Ghost Town', nous parlions des émeutes de [1980] à Bristol et Brixton . Le fait qu'il soit devenu populaire alors que c'était le cas n'était qu'une étrange coïncidence. "  La chanson a créé du ressentiment à Coventry où les habitants ont rejeté avec colère la caractérisation de la ville comme une ville en déclin.
La chanson a connu une résurgence sur les plateformes de streaming musical en 2020, après que des commandes de verrouillage ont été passées à la suite de la pandémie COVID-19.
Le groupe Duran Duran inclut une reprise de la chanson sur son album Danse Macabre (2023).

## Personnel
The Specials
- John Bradbury - batterie
- Roddy Radiation - guitare
- Jerry Dammers - claviers, orgue Hammond, chœurs
- Lynval Golding - guitare, chœurs, chant principal sur "Why?"
- Terry Hall - chant principal, chœurs
- Horace Panter - basse
- Neville Staple - chant

Personnel supplémentaire
- Dick Cuthell - bugle
- Paul Heskett - flûte
- Rico Rodriguez - trombone